# Chi pesca trova
Chi pesca trova (Gone Fishin') è un film del 1997 diretto da Christopher Cain e interpretato da Joe Pesci e Danny Glover.

## Trama
Joe Waters e Gus Green sono due amici imbranati e ingenui che vivono nel New Jersey che si conoscono fin da bambini. Condividono l'hobby della pesca. Arrivati in Florida per un soggiorno "a base di pesca" vengono truffati da Dekker Massey e perdono tutto. I due amici sono costretti ad imbarcarsi in un'avventura che coinvolge la pesca, armi, mappe del tesoro e inseguimenti in barca, alla ricerca di Massey e dei preziosi rubati.